# Уравнение трёх моментов
Уравнение трёх моментов — уравнение для расчёта моментов в задаче об изгибе неразрезной многопролётной балки.
Известно, что балка при наличии дополнительных опор становится статически неопределимой. Одним из методов расчёта таких балок является метод сил. С помощью данного метода выводится уравнение трёх моментов:
{\displaystyle M_{i-1}l_{i}+2M_{i}(l_{i}+l_{i+1})+M_{i+1}l_{i+1}=-6\left({\frac {\Omega _{i}a_{i}}{l_{i}}}+{\frac {\Omega _{i+1}b_{i+1}}{l_{i+1}}}\right).}
Здесь {\displaystyle \Omega _{i}} — площадь эпюры моментов i-й статически определимой балки, {\displaystyle a_{i}} — расстояние от центра тяжести i-й эпюры до левого конца балки, {\displaystyle b_{i}} — расстояние от центра тяжести i-й эпюры до правого конца балки, {\displaystyle l_{i}=a_{i}+b_{i}} — длина i-й балки.
Вывод уравнения трёх моментов предусматривает, что после введения шарниров над опорами получается статически определимая система из {\displaystyle n} балок, каждая из которых представляет простую балку с опорами по концам. Неизвестные в методе сил — моменты, приложенные по концам независимых балок.

## История
Впервые уравнение для расчёта неразрезных балок применил мостостроитель и путейский инженер Берто (Bertot) в 1855 г. Сам же метод применялся ранее (1849) при реконструкции моста через Сену в Аньере (пригород Парижа, ныне известный как Аньер-сюр-Сен, фр. Asnières-sur-Seine), но опубликован Клапейроном в трудах Академии наук только в 1857 г. Так как идея основной системы с неизвестными моментами над опорами впервые была высказана Клапейроном, уравнение трёх моментов связывают с его именем. Дальнейшее развитие теория неразрезных балок получила в работах Отто Мора, который обобщил теорию на случай, когда опоры расположены на разной высоте (1860).

## Процедура применения
Процедура решения задачи с использованием уравнения трёх моментов такова.
1.  Балка режется на отдельные части (простые балки) дополнительными внутренними шарнирами в местах крепления опор.
Обозначения реакций образовавшихся связей:
— моменты {\displaystyle M_{0},M_{1},...,M_{n}}.
2.  Нумеруются пролёты (участки балки между опорами). Число пролётов равно {\displaystyle n}. Левая консоль считается нулевым пролётом, правая имеет номер {\displaystyle n+1}. Длины пролётов: {\displaystyle l_{i}}, {\displaystyle i=0,...,n+1}.
3.  Из условия равновесия консольных частей определяются моменты {\displaystyle M_{0}} и {\displaystyle M_{n}}. Остальные моменты являются неизвестными системы {\displaystyle n-1} уравнений трёх моментов.
4.  Строятся эпюры моментов {\displaystyle M_{p}} и перерезывающих сил {\displaystyle Q_{p}} в пролётах и консолях (если они есть) балки от действия внешней нагрузки. Каждый пролёт представляет собой отдельную статически определимую балку.
5.  Вычисляются площади эпюр моментов {\displaystyle \Omega _{i}}, {\displaystyle i=1,...,n} в пролётах и расстояния от центров тяжести этих площадей до левой ({\displaystyle a_{i}}) и правой ({\displaystyle b_{i}}) опоры соответствующего пролёта.
6.  Решение системы уравнений трёх моментов складывается с эпюрами моментов от внешней нагрузки. Полученная эпюра есть эпюра моментов в неразрезной балке.

## Пример
Построить эпюру моментов в неразрезной балке длиной 19 метров с четырьмя опорами (рис. 1). На балку действует распределённая нагрузка {\displaystyle q_{1}=10} кН/м, {\displaystyle q_{2}=12} кН/м и сосредоточенная
сила {\displaystyle P=9} кН.
Длина консоли: {\displaystyle l_{0}=4} м. Длины пролетов: {\displaystyle l_{1}=l_{2}=l_{3}=5} м.
Получаем основную систему метода сил, вводя шарниры над опорами (рис. 2). Моменты {\displaystyle M_{0}} и {\displaystyle M_{3}} — величины известные и определяются из условия равновесия консолей. Правой консоли здесь нет, {\displaystyle M_{3}=0}. Для левой консоли получаем {\displaystyle M_{0}=q_{1}l_{0}^{2}/2}.
Строим эпюры моментов от внешней нагрузки в независимых балках основной (статически определимой) системы (рис. 3). Эпюры строим на сжатом волокне (как принято в машиностроении; в строительстве и архитектуре эпюры моментов принято строить на растянутом волокне).
Записываем уравнения трёх моментов:
{\displaystyle l_{1}M_{0}+2M_{1}(l_{1}+l_{2})+M_{2}l_{2}=-6(\Omega _{1}a_{1}/l_{1}+\Omega _{2}b_{2}/l_{2}),}
{\displaystyle l_{2}M_{1}+2M_{2}(l_{2}+l_{3})+M_{3}l_{3}=-6(\Omega _{2}a_{2}/l_{2}+\Omega _{3}b_{3}/l_{3}).}
Здесь
{\displaystyle \Omega _{1}=10.8\cdot 5/2=27,} {\displaystyle a_{1}=(2+5)/3=2.333,}
{\displaystyle \Omega _{2}=\Omega _{3}=2fl_{2}/3=125,} {\displaystyle a_{2}=b_{2}=a_{3}=b_{3}=2.5.}
Решаем систему уравнений {\displaystyle M_{1}=7.301} кНм, {\displaystyle M_{2}=-39.325} кНм. Строим эпюру от этих моментов (рис. 4).
Складываем (по точкам) эпюры от нагрузки (рис. 3) и от моментов (рис. 4). Получаем эпюру моментов в балке (рис. 5).
Очевидным достоинством метода является простота матрицы системы линейных уравнения задачи. Эта матрица — трёхдиагональная, что позволяет применять различные упрощённые численные схемы решения.